# カイビレス
特殊部隊旅団"カイビレス"(kaibiles)もしくは"カイビル"(Kaibil)は、グアテマラ軍の特殊部隊。スローガンは「私が前進したら、ついてこい。停止したら、私を前進させてくれ。後退したら、私を殺せ。カイビル!」（スペイン語: Si avanzo...sígueme. Si me detengo...aprémiame. Si retrocedo...mátame. ¡Kaibil!）であり（もともとはアンリ・ド・ラ・ロシュジャクランによる）、ジャングルにおける対反乱作戦に特化している。

## 概要
1974年にグアテマラにてコマンド・スクールが設立され、特殊部隊員の養成が行われた。部隊の名前は、16世紀におけるグアテマラの独立運動のリーダーであるカイビル・バラム(Kayb'il B'alam)から取られている。
グアテマラ内戦において左翼ゲリラ掃討に派遣され、ゲリラ容疑者の首を村人の目の前で刎ねるといった残虐性で知られていた。特に1982年には特に有名なドス・エレスの虐殺を起こしている。
軍事政権崩壊後の現在、カイビレスは麻薬戦争の当事国であるメキシコやコロンビアの麻薬組織掃討作戦を実行している他、コンゴ民主共和国での紛争における国際連合コンゴ民主共和国安定化ミッションに参加し、神の抵抗軍と交戦している。
また、元カイビレス隊員の中には退役後ロス・セタスなど麻薬組織側につく者がおり、彼らのような元軍人の麻薬業者の存在が、麻薬戦争における残虐化・軍事紛争化の原因となっている。

## 訓練
隊員は28歳以下の者から選出され、選考訓練までの間に70～85%が脱落すると言われている。食事時間は30秒。夜間訓練中の睡眠時間は1、2時間までと言われており、また過去には、訓練期間中に子犬を育てさせ、訓練の最後に殺害させるといった訓練も行われたとされる。

## ギャラリー

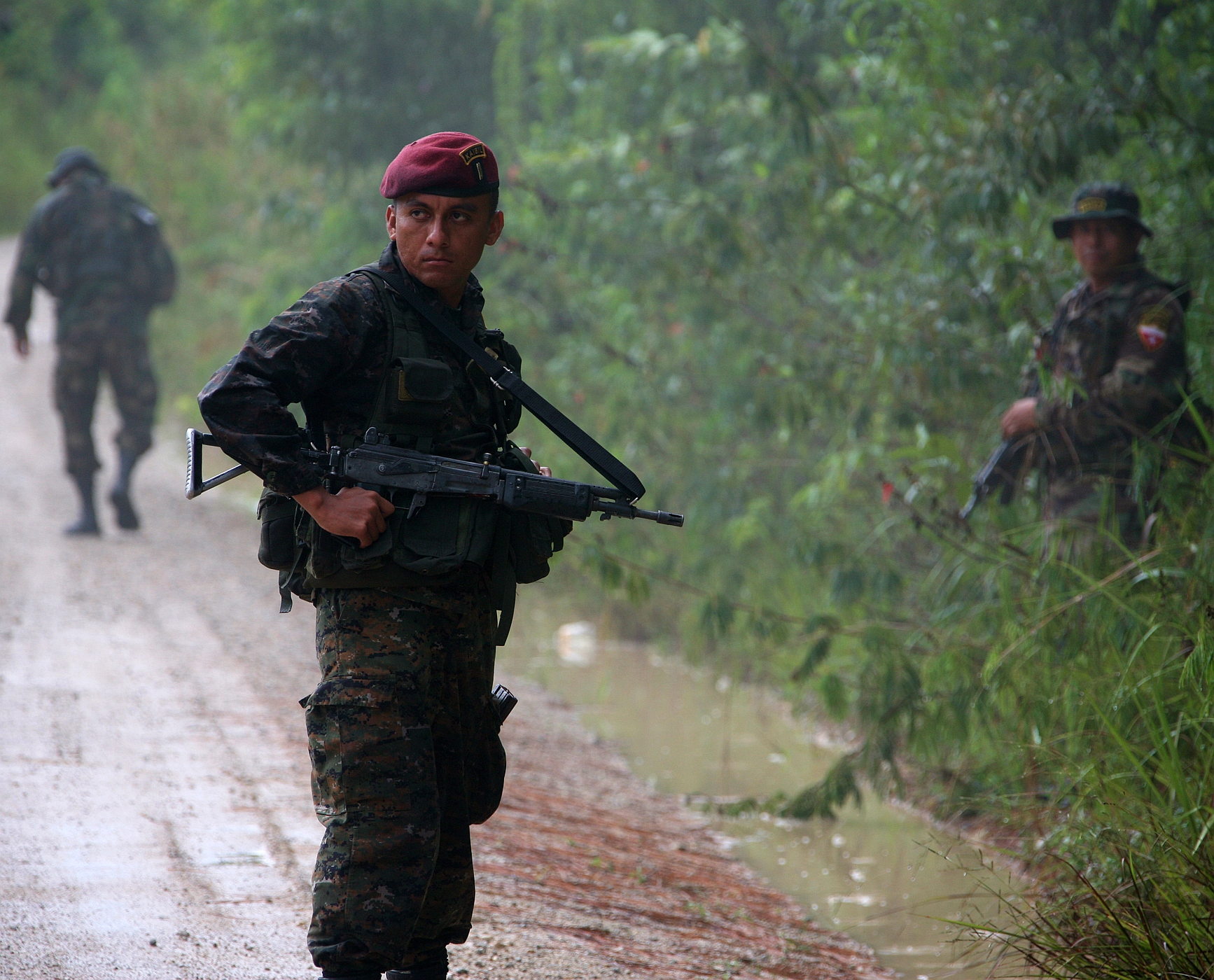
カイビレスの隊員
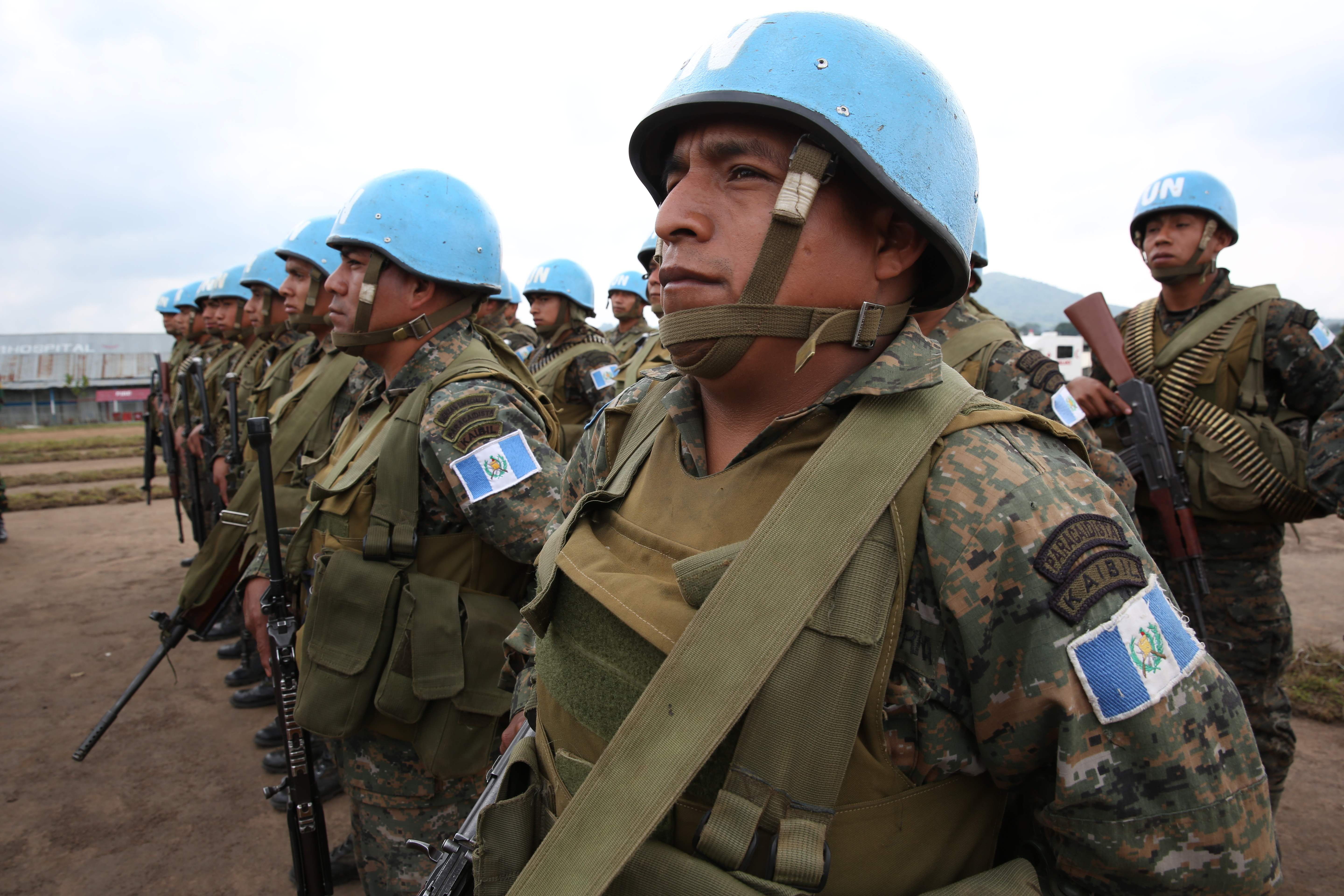
MONUSCO平和維持軍の一員として活動するカイビレス
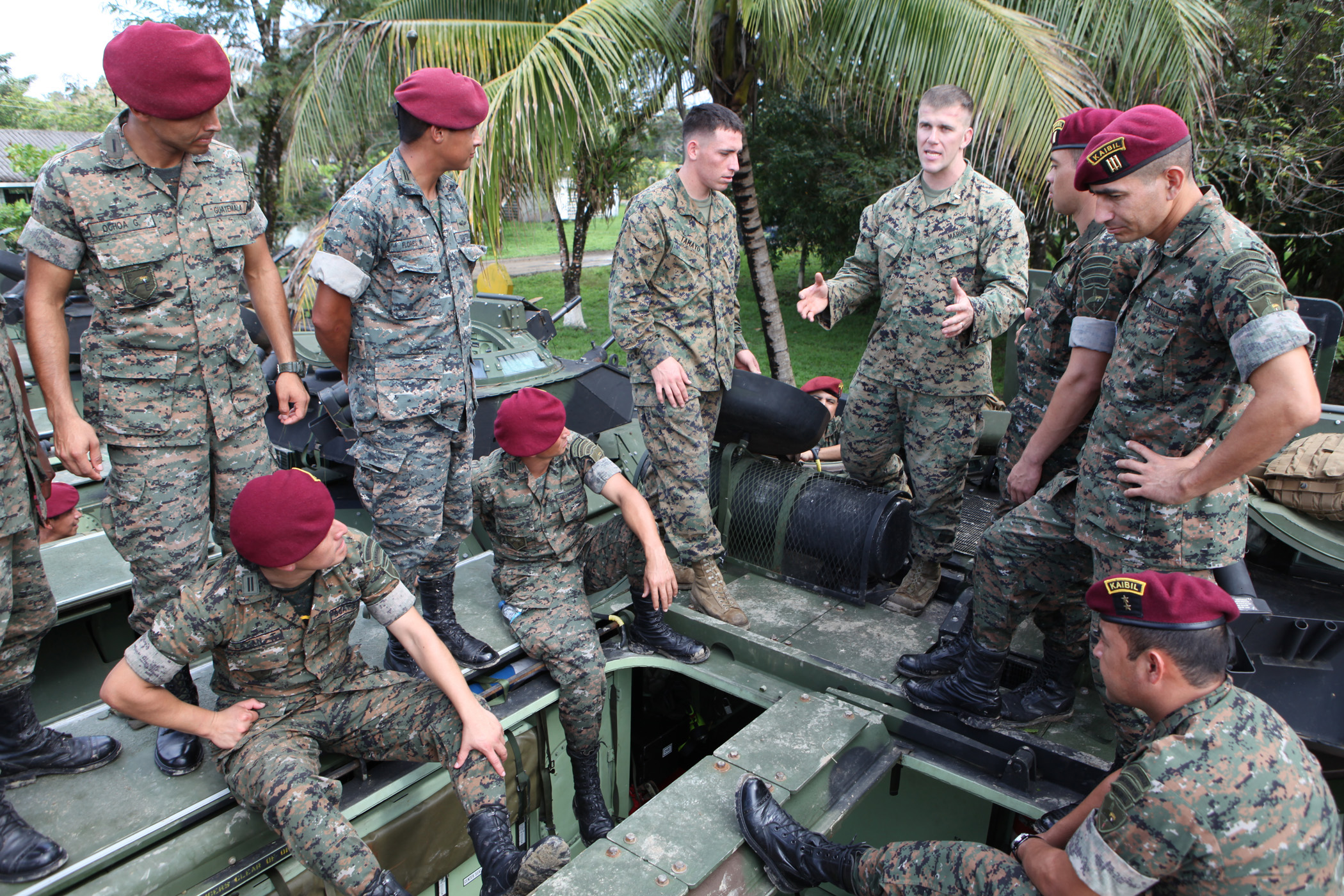
2011年、アメリカ海兵隊と交流するカイビレス